# Henri Rabinel
Henri Rabinel, né le 27 septembre 1731 à Genève et mort le 29 décembre 1808 à La Haye, est un homme politique néerlandais d'origine genevoise.

## Biographie
Né à Genève, Rabinel s'installe à Delft puis à Deventer en 1755, où il devient maître d'école à l'école française de Deventer. Le 5 décembre 1763, il fonde un pensionnat à Middelbourg, en Zélande.
À la fin de 1794, il intègre la municipalité de Goes à la faveur de l'entrée des troupes françaises en Zélande. le 20 janvier 1795, lorsqu'éclate la Révolution batave, il est élu représentant à l'assemblée provisoire de Zélande. Le 9 septembre 1795, il est arrêté avec plusieurs membres de la municipalité de Goes par les troupes françaises et est libéré le 22 septembre. 
Le 27 janvier 1796, il est élu député à la première Assemblée nationale batave par le district de Goes et est nommé à la commission constitutionnelle du 15 mars au 10 novembre. Le 2 août 1797, il est réélu par le district de Goes. Il participe au coup d'État unitariste du 22 janvier 1798 et est élu dans la nouvelle assemblée le 4 mai suivant. Après le coup d'État du 12 juin, il échappe à l'épuration mais perd son siège lors des élections générales du 31 juillet 1798.